# ボードゥアン1世 (フランドル伯)
ボードゥアン1世（Baudouin I, ? - 879年）は、初代フランドル伯（または辺境伯、在位：863年 - 879年）。森林官オドアケルの息子とされている。また、父オドアケルはインゲルラム（アンゲラン）の息子といわれている。837年に父の跡を継いで森林官となり、恐るべき戦士として有名となり、鉄腕伯（Bras de Fer）のあだ名で呼ばれた。善良伯（le Bon）とも呼ばれる。

## 生涯
ボードゥアンの活動についてはあまり知られていない。841年のフォントノワの戦いに皇帝ロタール1世側として参加したが、ロタールは弟ルートヴィヒ2世とシャルル2世に敗北した。パグス・フランドレンシス（Pagus Flandrensis）の伯爵であったボードゥアンは、810年以降、自らの領地を荒廃させていたノルマン人と活発に戦った。ボードゥアンは背が高く、顔色が黒く、筋肉質でたくましい体つきで、機敏で乗馬が得意であったといわれる。言い伝えによると、ボードゥアンは若いころに熊との戦いで勝利したとされている。この偉業により、ボードゥアンはシャルル2世の目にとまったと考えらえる。
862年頃にサンリスの宮廷に滞在中、ボードゥアンはシャルル2世とエルマントルド・ドルレアンの娘ジュディット（843年頃 - 870年）を誘拐した。ジュディットはまだ20歳になっていなかったが、すでに2人のウェセックス王、エゼルウルフ（858年没）およびその息子エゼルバルド（860年没）の未亡人となっていた。誘拐を実行するために、ボードゥアンはジュディットの弟であるルイ王子、将来の西フランク王ルイ2世の支援を確保した。愛か政治的打算によるものかは不明であるが、ジュディットは変装して自らの意志でボードゥアンに従ったようである。ボードゥアンはハーレルベーケにおいて密かにジュディットと結婚したが、2人は自分たちの行為の結果におびえ、ルイ2世と一緒に避難し、ルイ2世は無事にブルターニュに向かったようである。ソワソンで開かれる司教会議で2人に対し破門が宣言された。その後、ボードゥアンとジュディットはローマに行き、教皇ニコラウス1世に嘆願した。教皇はシャルル2世にとりなし、シャルル2世は説得を受け、ボードゥアンを王国の北方の防衛に任じた。862年または863年の資料によると、王は同席しなかったが2人の結婚はオセールで承認された。シャルル2世はまた、フランドル辺境領をボードゥアンに持参金として与えた。このエピソードはアルトワの伝説の起源となっており、モン＝サン＝テロワ修道院の年代記によると、ボードゥアンがアラス近くの集落エコワヴルにあるピエール・ジュメルまたはピエール・ダックと名付けられた2つの巨石を建てたとしている。
877年頃、フランドル伯領が世襲の領地としてボードゥアンに与えられた。
ボードゥアン1世は死の前に、アラス、ヘント、ブルッヘを要塞化し、伝説によると聖母に奉献された古い礼拝堂があった場所に聖ドナ教会を創建した。そして同名の聖人である第8代ランス司教ドナティエンの遺体が同教会に移された。870年、ボードゥアンはフールネにベネディクト会修道院を創建し、そこに聖ワルプルガの聖遺物が納められた。
ボードゥアン1世は、879年にシチウ（後のサントメール）のサン＝ベルタン修道院で修道生活を送る中で死去した。ボードゥアンはこの修道院に埋葬され、心臓と内臓はヘントのサン・ピエール教会に納められた。

## 子女
西フランク王シャルル2世の娘ジュディットとの間に3男1女が生まれた。
- シャルル（864/5年 - 876年）
- ボードゥアン2世（865/7年 - 918年） - フランドル伯
- ラウル（867年頃 - 896年6月17日） - カンブレー伯。ヴェルマンドワ伯エルベール1世に殺害された[11]。
- グネディルド - おそらくバルセロナ伯ギフレ1世（英語版）と結婚した。